# Nederland's Patriciaat
Het Nederland's Patriciaat (afkorting: NP, ook wel het Blauwe Boekje genoemd) is een boekenreeks waarin genealogieën staan van het Nederlandse patriciaat, een verzamelnaam voor de families die op de voorgrond treden met bijvoorbeeld prominente bestuurders, wetenschappers, predikanten, medici, officieren en zakenlieden. Het gaat hierbij om niet-adellijke families en niet-adellijke takken van adellijke families. 
Het is een boekenreeks die (in principe) jaarlijks wordt uitgegeven. De reeks is begonnen in 1910 door Didericus van Epen.
Regenten speelden in de westelijke Nederlanden (Holland, Utrecht en Zeeland) een belangrijkere rol dan de adel. In de oostelijke Nederlanden (Friesland, Groningen, Drenthe, Overijssel, Gelderland, Brabant en Limburg) bestond wel (land)adel, echter meestal zonder formele titel. 
Toen het Nederlands koningshuis werd geïnstalleerd, werd een adelstand gecreëerd. Koning Willem I nam bewust een aantal families van regenten in de Nederlandse adel op, vaak zonder ze een adellijke titel te geven. Ze kregen echter wel het adellijke predicaat jonkheer toegekend. Sommige patricische families ontleenden trots aan het feit niet in de adelstand te zijn opgenomen omdat zij zichzelf uit bekende koopmansgeslachten daarvoor te deftig vonden. Sommige families werden slechts gedeeltelijk in de adelstand opgenomen, omdat zij hun handelsbelangen niet door een titel in gevaar wilden brengen, maar andere delen van de familie inmiddels grootgrondbezitter waren geworden en dit niet (meer) speelde. 
Het Blauwe boekje is genoemd naar de sinds 1910 onveranderlijk blauw gebleven linnen kaft. Het staat hiermee tegenover het Nederland's Adelsboek, ook het Rode boekje genoemd. Als een familie eenmaal van adel is, wordt die familie automatisch opgenomen in het Rode Boekje. Aan de toelating tot de adelstand zijn kosten verbonden. In het Blauwe boekje wordt een familie alleen opgenomen op eigen verzoek. Hieraan zijn eveneens kosten verbonden. Vooraanstaande families die een dergelijk verzoek niet doen, zijn niet in het NP opgenomen. Jaarlijks worden een of twee nieuwe families opgenomen in het Nederland's Patriciaat. Van de meeste patricische families verschijnt in het blauwe boekje minder dan eens in de 25 jaar een geactualiseerde genealogie. In de eerste uitgave 1910 was in het voorwoord een lijst opgenomen van families die geschikt voor opname werden bevonden door de redactie. 
Vanaf 1946 (deel 32) tot en met 2015 (deel 94) is het boek redactioneel bewerkt en uitgegeven door het Centraal Bureau voor Genealogie (CBG) in Den Haag. De directie van het Centraal Bureau voor Genealogie beoordeelde of de verzoeken om (her)opname van een genealogie in een nieuwe reeks voor plaatsing in aanmerking kwamen. Hiervoor moet de familie zes opeenvolgende generaties maatschappelijk hebben gepresteerd. Vermogend zijn is geen opnamecriterium. In officiële termen:

Er moet worden voldaan aan de eis dat de familie gedurende ten minste de laatste 150 jaar onafgebroken een vooraanstaande rol heeft gespeeld in de Nederlandse samenleving.

## Criteria voor opname
Voor opname komen families in aanmerking wier maatschappelijke positie over de gehele breedte te omschrijven is in één of meer van de volgende termen:
- de leden hebben door hun werkzaamheden in het openbaar bestuur invloed van betekenis gehad op lokaal, gewestelijk en/of landelijk niveau,
- de leden hebben hoge functies bekleed in het bedrijfsleven, de rechtspraak, kerk, onderwijs of krijgsmacht, of hebben een prominente rol vervuld in kunsten en/of wetenschappen,
- de leden hebben behoord tot het meest gegoede deel van de samenleving,
- de leden hebben deel uitgemaakt van invloedrijke netwerken.

Sinds 2018 wordt het Nederland's Patriciaat uitgegeven door de Stichting Het Blauwe Boekje, een samenwerkingsverband tussen het historisch bureau De Clercq en uitgeverij Verloren. Het eerste deel bij de nieuwe uitgeverij (jaargang 95 van 2016/2017) verscheen op 13 februari 2018.
Het zogenaamde Groene Boekje was qua inhoud en functie enigszins verwant met het Blauwe boekje en het Rode boekje, namelijk een wie-is-wie van de betere kringen van 's-Gravenhage gedurende het Interbellum.